# Мала Павлівка
Мала́ Павлі́вка — село в Україні, в Охтирському районі Сумської області. Населення становить 1732 осіб. Входить до складу Комишанської сільської громади.

## Географія
Село Мала Павлівка знаходиться між річками Ташань і Грунь. На відстані до 1,5 км розташовані села Кударі, Закаблуки, Бурячиха і Обертень (зняте з обліку в 1988 році). Поруч проходить автомобільна дорога Т 1705. До районного центру — 35 км.

## Історія
Село відоме з другої половини XVII століття.
Ознаки життя людей до нашої ери та в середні віки — численні кургани-поховання навкруг села. Поселення на місці сучасної Малої Павлівки виникло в середині 17 сторіччя. Заселяли його козаки та селяни-переселенці з правобережжя Дніпра. Це поселення віносилося до Грунських хуторів. На початку 40-х років 17 сторіччя ці землі пожалувані ротмістрові литовської сторожової охорони в Зінькові Григорію Павловичу, котрий збудував тут першу церкву Петра і Павла та дав назву цьому поселенню Павловочка, як воно й називалося до середини 19 сторіччя. Пізніше Павлович або його нащадки жалують село зновствореному чоловічому монастиреві в селі Скелька: відтоді це монастирське село. Перший спомин про нього ми знаходимо в документі гетьмана Розумовського, де вказується, що «сельцо Павловочка» надано Скельському монастирю в 1681 році. У селі проживало козаче та селянське населення. Посполиті (селяни) були власністю Скельського монастиря, козаки відбували службу в складі Грунської сотні.
На початок 17 сторіччя тут проживало 1056 осіб. Малася церква Петра і Павла. З 1810 року селом володіє один з нащадків Грунського сотника Василя Бразоля — Євген Бразоль, що будує тут родовий маєток і дає початок відомому на Полтавщині поміщицькому роду. Тут видобувають селітру, випалюють цеглу. За селом — багато вітряних млинів. Люди займаються вирощуванням сільськогосподарських культур, розводять худобу.
У 1902 році збудована кам'яна церква Петра і Павла — окраса всього краю. До революції це було невелике, але доволі заможне село. Малася трикласна школа, лікарня для сифілітичних хворих, народна сходня. Навкруги села розкинулися такі хутори: Солов'ї, Куликівщина, Бесарабів хутір, Качанів хутір, Щомин хутір, Вакуловщина, Закаблуків хутір, Бурячиха, Обертень, Євгенталь, Шевченки, Неплатино. В основному землі навкруг села належали поміщикам Бразолям.
1961 року почалася експлуатація Качанівського нафтового родовища.
1978 року  запущений Качанівський газопереробний завод.
12 червня 2020 року, відповідно до розпорядження Кабінету Міністрів України № 723-р «Про визначення адміністративних центрів та затвердження територій територіальних громад Сумської області», село увійшло до складу Комишанської сільської громади.
19 липня 2020 року, в результаті адміністративно-територіальної реформи та ліквідації Охтирського району(1923-2020), село увійшло до складу новоутвореного Охтирського району.

## Культура
Традиція приготування сушки із фруктів у селах Охтирщини є об'єктом нематеріальної культурної спадщини України.

## Відомі люди

### Народились
- Бразоль Григорій Євгенович — останній предводитель дворянства Зіньківського повіту (з листопада 1892). Камергер Миколи II.
- Бразоль Лев Євгенович — перший у Росії лікар-гомеопат. Засновник Російського гомеопатичного товариства.
- Бразоль Сергій Євгенович — громадський діяч, чиновник, гофмейстер Миколи II.
- Євген Глива — український легкоатлет.
- Дяченко Олександр Антонович — архітектор і художник.